# Brigitte McMahon
Brigitte McMahon-Huber (ur. 25 marca 1967 w Baar) – szwajcarska triathlonistka, mistrzyni olimpijska.
Największym jej sukcesem jest złoty medal igrzysk olimpijskich w Sydney. Startowała również w następnych igrzyskach, zajmując w Atenach 10. miejsce. Rok później, w czerwcu 2005 roku podczas kontroli antydopingowej stwierdzono w jej organizmie niedozwolony specyfik EPO, w wyniku czego ogłosiła zakończenie kariery.